# شون تاغارت
شون تاغارت (بالإنجليزية: Shawn Taggart)‏ مواليد 26 مارس 1985 في ريتشموند، هو لاعب كرة سلة أمريكي. بدأ مسيرته الاحترافية في سنة 2009. يلعب في الرابطة الفلبينية لكرة السلة كلاعب وسط. يحمل الرقم 7. يبلغ طوله 6 قدم 9 بوصة (2.1 م). لعب مع سي بي مورسيا وشانشي بريف دراجونز.

## روابط خارجية
- شون تاغارت على موقع كرة السلة الأوروبية.كوم (الإنجليزية)
- شون تاغارت على موقع كلية كرة السلة في سبورتس رفرنس.كوم (الإنجليزية)
- شون تاغارت على موقع ريلجم (الإنجليزية)
- شون تاغارت على موقع بروبوليرز (الإنجليزية)
- شون تاغارت على موقع سبورتس رفرنس (الإنجليزية)